# Pin (singel)
"Pin" – singel zespołu Yeah Yeah Yeahs z ich debiutanckiego albumu, Fever to Tell. Został wydany 22 lipca 2003. Na stronie B znajduje się cover utworu zespołu Liars, "Mr. You're On Fire Mr.", który nie można znaleźć na żadnym albumie Yeah Yeah Yeahs. Singel zajął 29. miejsce na Official UK Charts.
Reżyserem animowanego teledysku do utworu jest Tunde Adebimpe.

## Lista utworów
1. "Pin"
2. "Rich" (Pandaworksforthecops remix)
3. "Mr. You're on Fire Mr."
4. "Pin" (teledysk)